# Distance measuring equipment

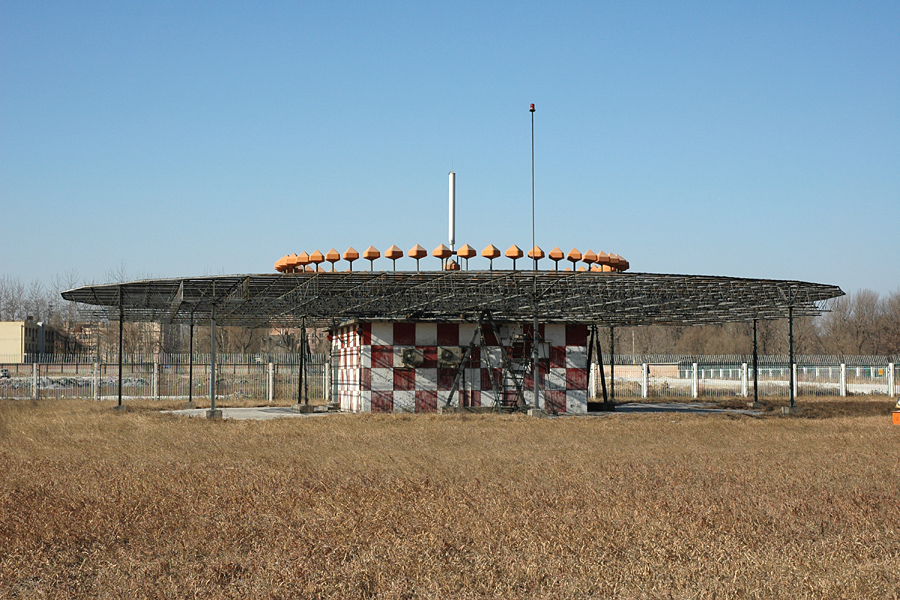
Stacja naziemna D-VOR/DME w Pekinie

Distance measuring equipment (DME) – radiowa pomoc nawigacyjna. Znalazła ona szerokie zastosowanie w lotnictwie cywilnym. DME służy do pomiaru fizycznej odległości (długości wektora położenia) pomiędzy samolotem a stacją naziemną. Należy pamiętać, że nie jest to odległość wynikająca z mapy, będącej składową "x" (rzutem poziomym) wektora położenia, gdyż samolot znajduje się przeważnie na pewnej wysokości. Pilot samolotu będącego na wysokości 10 km dokładnie nad radiolatarnią systemu DME zobaczy, że znajduje się w odległości 10 km od stacji, a nie 0 km, co wynikałoby z mapy.
DME działa w oparciu o system impulsowy. Stacja naziemna odbiera sygnały (zapytanie) wysłane z samolotu i odpowiada (odpowiedź) na nie, wprowadzając stałe opóźnienie o czasie trwania 50 mikrosekund. Dzięki temu stałemu opóźnieniu, niezależnemu od stacji naziemnej, odbiornik pokładowy jest w stanie określić czas przebiegu sygnału w obie strony i wyznaczyć dzielącą odległość. Wobec faktu, że sygnał zapytania wysyłane przez każdy nadajnik DME są identyczne – dwa impulsy o ściśle określonym czasie trwania (ti) i w stałej odległości od siebie, musi istnieć system, który pozwoli odbiornikowi DME w samolocie rozpoznać odpowiedź stacji naziemnej skierowaną właśnie do niego, a nie dla będących w pobliżu innych samolotów. Realizowane jest to przez zróżnicowanie częstości (odległości czasowej) wysyłania zapytania dla każdego nadajnika DME. Zainstalowany na pokładzie nadajnik wysyła zapytanie pseudolosowo, tzn. ma własną, unikalną względem innych nadajników, charakterystykę częstości wysyłania zapytania. Odbiornik samolotu analizuje korelację czasu odpowiedzi na kilka kolejnych zapytań i na tej podstawie określa odległość.
Częstotliwości sygnału zapytania od samolotów obejmuje pasmo 1025 – 1150 MHz, a radiolatarnie DME wysyłają sygnał odpowiedzi w paśmie 962 – 1213 MHz. Różnica między częstotliwością sygnału zapytania i odpowiedzi wynosi zawsze 63 MHz.
Przeważnie jedna stacja naziemna jest w stanie obsłużyć do 100 statków powietrznych równolegle.
Podobnym systemem nawigacyjnym, lecz o przeznaczeniu wojskowym jest system TACAN (Tactical Air Navigation – taktyczny system nawigacji lotniczej). Jest on kompatybilny z DME, ale dodatkowo umożliwia określenie kierunku (azymutu) radiolatarni.

## Wybór i identyfikacja radiolatarni
W większości przypadków radiolatarnie DME są umieszczane wspólnie z nadajnikami systemu VOR, tworząc stacje VOR/DME. Częstotliwość pracy radiolatarni DME jest powiązana z częstotliwością pracy nadajnika VOR. Z tego powodu przyjętą metodą wyboru radiolatarni, do której odległość chcemy mierzyć, jest wybór częstotliwości pracy stacji VOR. Przeliczenie częstotliwości VOR na częstotliwość nadawczą i odbiorczą radiolatarni DME jest realizowane automatycznie przez awionikę samolotu. W celu umożliwienia jednoznacznej identyfikacji radiolatarni DME przez pilota, każda radiolatarnia ma przydzielony stały identyfikator (kod), zwykle złożony z trzech liter i opisany na mapach nawigacyjnych. Radiolatarnia transmituje ten identyfikator co 30 sekund alfabetem Morse'a. Urządzenie DME w samolocie posiada wyjście akustyczne, które umożliwia prowadzenie odsłuchu nadawanego identyfikatora.

## Rodzaje i zastosowanie

### System DME/N (Narrow)
Stacje naziemne systemu DME/N używane są do nawigacji podczas przelotów (en-route). Praktyczny zasięg stacji naziemnej wynosi 200 mil morskich (NM). Do podejść nieprecyzyjnych (non-precision approach) przeznaczone są stacje DME/N umieszczane na lotniskach, o mniejszym zasięgu do 25 NM. Stacje te podają odległość do progu drogi startowej.

### System DME-P (Precision)
System przeznaczony do wsparcia systemu lądowania MLS, mającego być następcą systemu ILS (Instrument Landing System – system lądowania według wskazań przyrządów pokładowych). W związku z rozpowszechnianiem się wykorzystania nawigacji satelitarnej w lotnictwie, system ten jest obecnie wycofywany.